# Seminario Nicolas Bourbaki
El Seminario Nicolas Bourbaki (en francés: Séminaire Nicolas Bourbaki) es una serie de seminarios (de hecho, lecturas públicas con notas impresas que se distribuyen) que se llevan a cabo en París desde 1948. Es una de las mayores instituciones de las matemáticas contemporáneas, un barómetro de logros matemáticos, tendencias y reputación. Debe su nombre a Nicolas Bourbaki, un colectivo francés compuesto por matemáticos de diversa índole.
Los Seminarios Poincaré (en inglés: Poincaré Seminars) son una serie de charlas sobre física, inspirados en el Seminario Nicolas Bourbaki.

## Series 1948/49
- 1 Henri Cartan Les travaux de Koszul, I, (cohomología de álgebras de Lie);
- 2 Claude Chabauty Le théorème de Minkowski-Hlawka, (teorema de Minkowski-Hlawka);
- 3 Claude Chevalley L'hypothèse de Riemann pour les corps de fonctions algébriques de caractéristique p, I, según Weil (función zeta local);
- 4 Roger Godement Groupe complexe unimodulaire, I: Les représentations unitaires irréductibles du groupe complexe unimodulaire, según Gelfand y Neumark (teoría de la representación del grupo lineal especial complejo);
- 5 Léo Kaloujnine Sur la structure de p-groupes de Sylow des groupes symétriques finis et de quelques généralisations infinies de ces groupes, (teoremas de Sylow, grupo simétrico, teoría de grupos infinitos);
- 6 Pierre Samuel La théorie des correspondances birationnelles selon Zariski, (geometría bi-racional);
- 7 Jean Braconnier Sur les suites de composition d'un groupe et la tour des groupes d'automorphismes d'un groupe fini, según H. Wielandt (grupos finitos);
- 8 Henri Cartan, Les travaux de Koszul, II (ver 1);
- 9 Claude Chevalley, L'hypothèse de Riemann pour les groupes de fonctions algébriques de caractéristique p, II, según Weil (ver 3);
- 10 Luc Gauthier, Théorie des correspondances birationnelles según Zariski (ver 6);
- 11 Laurent Schwartz, Sur un mémoire de Petrowsky: "Über das Cauchysche Problem für ein System linearer partieller Differentialgleichungen im gebiete nichtanalytischen Funktionen" (ecuación en derivadas parciales);
- 12 Henri Cartan, Les travaux de Koszul, III (ver 1);
- 13 Roger Godement, Groupe complexe unimodulaire, II: La transformation de Fourier dans le groupe complexe unimodulaire à deux variables, según Gelfand y Neumark (ver 4);
- 14 Marc Krasner, Les travaux récents de R. Brauer en théorie des groupes (grupos finitos);
- 15 Laurent Schwartz, Sur un deuxième mémoire de Petrowsky: "Über das Cauchysche Problem für System von partiellen Differentialgleichungen"  (ver 11);
- 16 André Weil Théorèmes fondamentaux de la théorie des fonctions thêta, según memorias de Poincaré y Frobenius (función theta).

## Series 1949/50
- 17 André Blanchard, Groupes algébriques et équations différentielles linéaires, según E. Kolchin (teoría de Galois diferencial).
- 18 Jean Dieudonné,  Géométrie des espaces algébriques homogènes, según W. L. Chow (geometría algebraica).
- 19 Roger Godement, Sommes continues d'espaces de Hilbert, I (análisis funcional, integrales directas).
- 20 Charles Pisot, Démonstration élémentaire du théorème des nombres premiers, según Selberg y Erdös (teorema de los números primos).
- 21 Georges Reeb, Propriétés des trajectoires de certains systèmes dynamiques (sistemas dinámicos).
- 22 Pierre Samuel, Anneaux locaux; introduction à la géométrie algébrique (anillos locales).
- 23 Marie-Hélène Schwartz, Compte-rendu de travaux de M. Heins sur diverses majorations de la croissance des fonctions analytiques et sous-harmoniques (análisis complejo, funciones sub-armónicas).
- 24 Charles Ehresmann, Les connexions infinitésimales dans un espace fibré différentiable (conexiones de fibrados).
- 25 Roger Godement, Sommes continues d'espaces de Hilbert, II (ver 19).
- 26 Laurent Schwartz, Sur un mémoire de K. Kodaira: "Harmonic fields in riemannian manifolds (generalized potential theory)", I (teoría de Hodge).
- 27 Jean-Pierre Serre, Extensions de groupes localement compacts, según Iwasawa y Gleason (grupos localmente compactos).
- 28 René Thom, Les géodésiques dans les variétés à courbure négative, según Hopf (geodésicas).
- 29 Armand Borel, Groupes localement compacts, según Iwasawa y Gleason (ver 27).
- 30 Jacques Dixmier, Facteurs: classification, dimension, trace (álgebras de von Neumann).
- 31 Jean-Louis Koszul, Algèbres de Jordan (álgebras de Jordan).
- 32 Laurent Schwartz,  Sur un mémoire de K. Kodaira: "Harmonic fields in riemannian manifolds (generalized potential theory)", II (ver 26).